# Sophie Nauleau
Pour les articles homonymes, voir Nauleau.
Sophie Nauleau, née le 21 mai 1977 à Toulouse, est une écrivaine française.

## Biographie
Docteur en littérature française de l'université Paris-Sorbonne (en 2009) et diplômée de l'École du Louvre, elle est l’autrice d’une thèse sur la « Nouvelle oralité poétique » : André Velter Troubadour au long cours, d’un essai sur la poésie équestre d’André Velter dans le sillage de Bartabas : Un verbe à cheval, d’un premier récit aux éditions Galilée : La Main d'oublies, inspiré de Tous les matins du monde de Pascal Quignard, de La Voie de l’écuyer, livre d’art consacré à l’Académie du spectacle équestre de Versailles de Bartabas et de La Vie cavalière.
Cavalière, copilote de rallye-raid, clarinettiste et ex-chroniqueuse au magazine Muze, elle a également composé plusieurs anthologies littéraires et poétiques : À toi je parle, Le goût de l’Égypte, La plus noble conquête du cheval, c’est la femme, Poètes en partance. De Charles Baudelaire à Henri Michaux et Je voudrais tant que tu te souviennes. Poèmes mis en chansons de Rutebeuf à Boris Vian…).
Productrice sur France Culture de 2004 à 2015, elle a réalisé des émissions consacrées à l’art équestre (Habiter cavalièrement le monde de Nuno Oliveira à Bartabas, 24 heures de la vie d’un crack, Bartabas la folle allure ou encore Jumping au Grand Palais), à des personnalités singulières (Pierre Reverdy, François-René Duchâble, Yves Coppens, Jean-Pierre Sicre, Alain Corneau, Jordi Savall, Éric Cantona, Antonio Machado, Michel Houellebecq), aux expressions artistiques d’aujourd’hui et aux écrivains du monde, tels l’Indien R. K. Narayan ou le Finlandais Mika Waltari.
Parallèlement aux émissions spéciales en direct (Nuit Blanche, Marathon des mots ou encore le magazine culturel quotidien de l’été 2009 Lumières d’août), elle a animé Ça rime à quoi, rendez-vous poétique et radiophonique chaque dimanche soir sur France Culture.
En 2018, elle prend la direction du Printemps des poètes. Elle en démissionne le 26 janvier 2024 après une controverse suscitée, entre autres, par la nomination de Sylvain Tesson comme parrain de l'édition 2024, précisant sa position dans un communiqué. De leur côté, huit anciens salariés du Printemps des poètes témoignent d'un management traumatisant dans un article du Monde.

## Publications
- La Main d'oublies, frontispice d’Ernest Pignon-Ernest, Galilée, 2007
- Un verbe à cheval. La poésie équestre d’André Velter dans le sillage de Bartabas, L’Atelier des Brisants, 2008
- La Voie de l’écuyer, Académie du spectacle équestre de Versailles, avec Alfons Alt, Actes Sud, 2008 ; réédité en 2018  (ISBN 978-2-7427-7563-7 et 978-2-330-06334-4)
- La Vie cavalière, frontispice d'Ernest Pignon-Ernest, Gallimard, 2015  (ISBN 9782070148721)
- Sophie Nauleau et Jean-Christophe Ballot (photographe) (préf. Jean-Yves Tadié), Pour le jardin des serres d’Auteuil, Paris, Gallimard, coll. « Hors série Alternatives », 1er octobre 2015, 97 p. (ISBN 978-2-07-264818-2)
- La Poésie à l’épreuve de soi, couverture d'Ernest Pignon-Ernest, Actes Sud, 2018  (ISBN 978-2-330-09741-7)
- J'attends un poulain, journal d'une renaissance, couverture originale d'Enki Bilal, Actes Sud, 2019  (ISBN 978-2-330-12006-1)
- Espère en ton courage, couverture de Marc Riboud, Actes Sud, 2020  (ISBN 978-2-330-13127-2)
- Ce qu’il faut de désir, couverture de Robert Doisneau, Actes Sud, 2021  (ISBN 978-2-330-14506-4)
- L'Académie équestre de Versailles, coll. « Découvertes Gallimard Hors série », Gallimard, 2021  (ISBN 9782072948664)
- S’il en est encore temps, couverture de Pina Bausch, Actes Sud, 2022  (ISBN 978-2-330-16127-9)
- Des frontières et des jours, couverture de JR, Actes Sud, 2023  (ISBN 978-2-330-17463-7)

### Anthologies
- À toi je parle : un tour du monde des poètes francophones, Gallimard, coll. « Poésie », 2006
- Le Goût de l'Égypte, Mercure de France, 2007
- La plus noble conquête du cheval, c'est la femme, Le Rocher, 2007
- Poètes en partance : de Charles Baudelaire à Henri Michaux, Gallimard, coll. « Poésie », 2011
- Je voudrais tant que tu te souviennes : poèmes mis en chansons de Rutebeuf à Boris Vian, Gallimard, coll. « Poésie », 2013
- Petite bibliothèque de poésie du XXe siècle : d'Apollinaire à René Char, avec André Velter & Zéno Bianu, Gallimard, coll. « Poésie » / Télérama, 2014
- Petite bibliothèque de poésie contemporaine : de Guillevic à Philippe Jaccottet, avec André Velter & Zéno Bianu, Gallimard, coll. « Poésie » / Télérama, 2015

## Créations radiophoniques (France Culture)
- Gabriel Bounoure, éveilleur méconnu (2004) – Surpris par la nuit
- Habiter cavalièrement le monde de Nuno Oliveira à Bartabas (2004) – Surpris par la nuit
- États d’arts (2005) – Surpris par la nuit
- Hippolyte Taine, l’insolite (2005) – Une vie une œuvre
- R. K. Narayan, maître de Malgudi (2005) – Surpris par la nuit
- François-René Duchâble, virtuose intrépide (2006) – À voix nue
- Bartabas, la folle allure (2006) – Radio libre[2]
- Jean-Pierre Sicre, Monsieur Phébus (2006) – À voix nue
- Pierre Reverdy, au bonheur des mots (2006) – Une vie une œuvre
- Yves Coppens, la passion de l’espèce (2006) – À voix nue
- Jordi Savall, la viole ou la vie (2007) – À voix nue
- Mika Waltari, la fureur d’écrire (2007) – Une vie une œuvre
- Jacques Lacarrière, l’écriture et la vie (2007) – Une vie une œuvre
- Et pour quelques poèmes de plus… (2007) – Sur les docks
- Alain Corneau (2007) – À voix nue
- Capitaines au long cours (2007) – Surpris par la nuit
- 24 heures de la vie d’un crack ou le dessous des courses (2008) – Sur les docks
- Gérard Violette & Emmanuel Demarcy-Mota (2008) – À voix nue
- Qui veut des oublies ? (2010) – Les Passagers de la nuit Prix Coup de cœur des Radiophonies.
- Alain Bashung (2010) - Fiction
- Edouard Glissant. La terre le feu l'eau et les vents (2010) – Drôle de drame
- Blaise Cendrars. Du monde entier au cœur du monde (2011) – Soirée spéciale
- Escalader la nuit (2011) – Atelier de la création[12] Prix de l'œuvre de l'année décerné par la SCAM.
- Le facteur Cheval : que celui qui n'a jamais rêvé lui jette la première pierre (2012) – Atelier de la création[13]
- Jumping au Grand Palais (2012) – Atelier de la création[3]
- La boîte aux lettres d'Antonio Machado (2012) – Atelier de la création[5]
- Ça rime à quoi - Claude Michel Cluny (2012) - France Culture
- Le chêne de Goethe (2013) – Atelier de la création[14]
- The night of loveless nights (2014) – Atelier de la création[15]